# Erik Miller
Erik Miller (6 de marzo de 1974) es un deportista estadounidense que compitió en remo. Ganó tres medallas en el Campeonato Mundial de Remo entre los años 2000 y 2002, en la prueba de ocho con timonel ligero.

## Palmarés internacional
| Campeonato Mundial | Campeonato Mundial | Campeonato Mundial | Campeonato Mundial      |
| Año                | Lugar              | Medalla            | Prueba                  |
| ------------------ | ------------------ | ------------------ | ----------------------- |
| 2000               | Zagreb (Croacia)   | Medalla de oro     | Ocho con timonel ligero |
| 2001               | Lucerna (Suiza)    | Medalla de bronce  | Ocho con timonel ligero |
| 2002               | Sevilla (España)   | Medalla de bronce  | Ocho con timonel ligero |